# Zeta Centauri
Zeta Centauri (ζ Centauri, ζ Cen) é uma estrela na constelação de Centaurus. Com uma magnitude aparente visual de 2,55, é facilmente visível a olho nu como um dos membros mais brilhantes da constelação. De acordo com medições de paralaxe, está localizada a aproximadamente 382 anos-luz (117 parsecs) da Terra.
Zeta Centauri é uma binária espectroscópica de linha dupla, o que indica que a segunda estrela foi detectada por variações nas linhas de absorção do espectro do sistema, causadas pelo efeito Doppler, ao invés de ter sido detectada visualmente. O par está orbitando o centro de massa do sistema em uma órbita curta com um período de 8,024 dias e excentricidade de 0,5. A separação entre as duas estrelas é calculada entre 0,08 UA e mais de 0,19 UA, dependendo da massa do sistema.
O componente primário do sistema é uma estrela subgigante de classe B com um tipo espectral de B2.5 IV. A uma idade de 40 milhões de anos, é uma estrela que já começou o processo evolutivo de sair da sequência principal e já consumiu todo ou quase todo o hidrogênio em seu núcleo. Tem uma massa de 7,8 vezes a massa solar, raio de 5,8 vezes o raio solar e está brilhando com 7 100 vezes a luminosidade solar. Sua atmosfera irradia essa energia a uma temperatura efetiva de 23 500 K, considerada anormalmente alta para uma estrela B2.5, indicando que ela pode ter uma classe espectral de B1. Zeta Centauri está girando rapidamente com uma velocidade de rotação projetada de 225 km/s, o que confere à estrela um achatamento estimado de 11%.